# Mjällby AIF
Maillots
Actualités
Dernière mise à jour : 10 mai 2023.
Le Mjällby AIF est un club de football suédois basé à Sölvesborg.

## Palmarès
- Superettan (deuxième division) :
  - Champion : 2009 et 2019
- Division 1 Södra : 
  - Champion : 1988
- Coupe de Suède :
  - Finaliste : 2023

## Anciens joueurs
- Sergueï Andreïev
- Mattias Asper
- Moestafa El Kabir
- Erton Fejzullahu
- Garret Kusch
- Tobias Linderoth
- Christian Wilhelmsson
- Frank Worthington